# ヌルガン
ヌルガン（中国語: 奴児干/núérgàn,モンゴル語：ᠨᠤᠷᠭᠡᠯ/nurgel,女真語: Nurgan）とは、黒竜江下流にあった当時の地名で、現在のハバロフスク地方ティル村に比定される。元代には東征元帥府、明代には奴児干都司がそれぞれこの地に設置され、黒竜江下流域一帯の冊封体制や羈縻政策の管轄を担った。

## 歴史

### ヌルガン城（金代）
ヌルガンがいつ頃から城・集落として機能していたかは不明であるが、遅くとも女真人の建国した金朝の時代、13世紀には既に城が建設されていた。『元一統志』巻2には「（上京の）東北は哈州といい、ヌルガン（奴児干）城という。皆渤海（靺鞨）・遼（契丹）・金の建てた所のものであり、元は全てを廃止したが、城址は猶残っている」との記述があり、金朝の領域の東北に哈州＝ヌルガン城が設置されていたことがわかる。
金代のヌルガン城については史料が非常に少なく、その設置背景・機能については不明な点が多い。ただし、『金史』巻24地理志には「金の国土の境界（金朝領最東端）は、東はギレミ（現在のニヴフ人）とウデカイ（現在のウデヘ人）などの諸々の境域に至る」とあり、女真人と隣接する黒竜江下流域や海外の樺太島北部に住まう諸民族との交流の管轄に関わっていたのではないかと考えられている。
ただし、この時代のヌルガン進出を主導したのはあくまで金朝を建国した女真人であって、ヌルガン城の設置と周辺諸民族の支配は「中国王朝の影響力の拡大」としてではなく、「女真人の勢力の拡大」と捉えるべきである、と指摘されている。

### 東征元帥府（元代）
「東征元帥府」も参照
モンゴル人による建国以来、度重なる対外遠征によってユーラシア大陸の大部分を征服するに至ったモンゴル帝国は女真人の金朝を滅ぼし、遼陽行省を設置した。遼陽行省の管轄範囲は、北辺が黒竜江下流、西辺が遼河付近、南辺が長城（山海関も参照）、東辺が朝鮮半島北部（北緯38度付近）と推定されるという。時期は不明であるが、13世紀半ば以降、大元ウルスは黒竜江下流域にも進出し金朝時代と同様にヌルガンの地に黒竜江下流一帯を管轄する遼陽行省の下部組織「東征元帥府」を設置した。
後述する明代のヌルガン郡司と違い、恒久的施設として整備され、実際に長期間に渡って運用された点に現代の東征元帥府の特色があると言える。大元ウルスの設置した東征元帥府には統治機関としての役目のみならず、 流刑地、屯田地としての役目もあり、この地域を往来する官吏のために、交通路の整備もおこなったとする見解もある。ただし、物資の生産地である関内からは遠く、自給できない衣食の輸送費が嵩む問題を抱えていた。1328年の「天暦の内乱」後、元朝の勢力は衰え、東征元帥府周辺でも1343年に反乱が勃発。さらに1359年に紅巾軍の遼東侵入により、混乱に陥った。元と明の抗争の後、元は北走（北元）。東征元帥府も14世紀の1368年から1388年の間に消滅した。
周辺諸民族との関係
『遼東史略』に「（遼東は）また東北はヌルガンに至り、海を渡るとギレミ（ニヴフ）などの諸々の夷地があり、全て支配下に属している」とあるように大元ウルスの影響は黒竜江下流域にも及んでおり、この地方の冊封体制の管轄を司っていたのが東征元帥府であったと考えられ、黒竜江下流や海外の樺太北部に住むニヴフなどの諸民族との外交関係の管轄も行った。また『高麗史』などの記述によると、1287年に金朝の後継国である東真から「骨鬼国」の将軍が高麗に訪れたとあり、この「骨鬼国」もヌルガン城の影響下にあったのではないかと推測する意見もある。ちなみに「骨鬼国（クイ国）」の名称は、ツングース系諸族やニヴフがアイヌ民族をクギもしくはクイKuγi/Kuyi/Kuiと呼称するのに由来するという。
また、1264年から1308年の期間、当時モンゴルの冊封体制下にあり樺太北部に住む吉里迷（ギレミ、吉烈滅、ニヴフ）の要請を受けモンゴルの樺太侵攻を複数回実施、樺太南部に住む「骨嵬（クイ、アイヌ民族）」や「亦里于（イリウ）」と40年以上も戦った後和睦し、交易した。

### 奴児干都司（明代）
「奴児干都司」も参照
14世紀後半から15世紀初頭の空白期
1368年、明朝を建国した朱元璋（洪武帝）は中国本土から大元ウルスを駆逐したが、モンゴル勢力は北方で依然として健在であり（北元）、中国人の王朝である明朝は、当初東北アジア諸地域に進出することができなかった。しかし1388年に行われたブイル・ノールの戦いにおけるモンゴル軍の大敗とウスハル・ハーン（天元帝トグス・テムル）の弑逆、モンゴルとオイラトの対立によってモンゴル社会が混乱状態に陥ると、明朝は遮る者なく北方に進出できるようになった。
靖難の役を経て即位した永楽帝は積極的な対外進出政策をとり、その一環として黒竜江地域の女直人経略を開始した。15世紀初頭の1404年（永楽2年）に南満州に建州衛、北満洲に兀者衛が設立されたのを皮切りに、多数の女直人が明朝に朝貢し、黒竜江流域一帯には明朝の設置した羈縻衛所が乱立した。
奴児干都司の設置（1411年〜1435年）
1409年（永楽7年）、更なる勢力圏の拡大のため、また乱立する兀者諸衛の統御のため、かつて大元ウルスが東征元帥府を設置していたヌルガンに羈縻衛所を管轄し女真人の慰撫にあたる都指揮使司を設置することが決定された。ヌルガン遠征軍の指揮官が任ぜられたのが女直人宦官のイシハであり、この遠征は同じく宦官の鄭和を指揮官とする南海遠征と連動するものであった。
イシハは永楽年間から宣徳年間にかけて7度にわたってヌルガンへと至り、1411年（永楽9年）奴児干都司を設置し、現地に永寧寺を建設した。奴児干都司は、恒常的な統治を行う行政機関ではなかった。また、その運営は、明朝に出仕し内廷宦官や武官の地位にある女真人やモンゴル人で、周辺の民族に対する羈縻政策を担った。イシハの撤収した後は、明朝がヌルガンまで進出することはなくなり、機能が停止・名目化していたという。ただ、永寧寺に併設された「永寧寺碑」は15世紀初頭の黒竜江下流域一帯の状勢について記した貴重な資料として東北アジア史研究者から注目されている。しかし、明朝は7度に渡る遠征にもかかわらず結局ヌルガンに恒久的な支配を確立することができず、女真族などを管轄した奴児干都司も1435年（宣徳10年）に廃止され、また永寧寺もニヴフなどの反乱の際、破壊された。これ以後、黒龍江下流域の状勢は再び女真人（後に満洲と改名する）が17世紀にダイチン・グルン（清朝）を建国するまで不明となる。